# Fremantle (компания)
Fremantle Limited (транскрипция /ˈfriːmæntəl/, ранее FremantleMedia) — британская транснациональная компания и дистрибьютор со штаб-квартирой в Лондоне. Компания была основана в 1993 году, когда издательско-образовательная компания Pearson приобрела бывшего британского франчайзи ITV Thames Television и американского медиаконгломерата All American Communications и переименовала их в Pearson Television. Наиболее известные проекты компании — Idol, Got Talent и X Factor.

## История

### Pearson Television (1994—2001)
23 апреля 1993 года компания Pearson plc стала первым подразделением Thames Television и лицензиаром шоу Бенни Хилла и телесериала «Чисто английское убийство». Затем в 1995 году компания приобрела лицензию Grundy Television. Американский дистрибьютор фильмов Allied Communications Inc. (ACI) стал дочерним подразделением Pearson Television за 40 миллионов долларов. В 1996 году Pearson Television была объединена с производственной компанией SelecTV plc.
1 октября 1997 года компания Pearson Television объявила о тендерном предложении на сумму 373 миллиона долларов наличными для публичной американской телекомпании All American Communications Inc. 5 ноября тендерное предложение было завершено, и в 1998 году All American была объединена с Pearson Television. Это приобретение дало Pearson права по всему миру на различные форматы игровых шоу, а также драматические сериалы в США, такие как Спасатели Малибу, в то время как All American Music Group была объединена с Zomba Records, дочерней компанией Volcano Entertainment.
3 ноября 1998 года произошло объединение Pearson Television с итальянской компанией по производству драм Mastrofilm и европейским финансистом и дистрибьютором анимации EVA Entertainment 2 февраля 1999 года. В апреле 2000 года Pearson TV решила приобрести британскую производственную компанию Smith & Jones Talkback Productions.

#### Fremantle International
Первое подразделение Fremantle было основано в 1952 году Полом Тэлботом под названием Fremantle Overseas Radio and Television (с 1958 года — Fremantle International). Название Fremantle компания получила в честь одноимённого города в Западной Австралии. Компания участвовала в производстве телесериалов, фильмов и специальных программ с 1964 по 1994 год и владела форматами игровых шоу от Mark Goodson-Bill Todman Productions, Stewart Television, Barry & Enright Productions, Kline and Friends, Hatos-Hall Productions и Chuck Barris Productions на международном уровне.
В 1976 году австралийский исполнительный директор Ричард Беккер из Becker Entertainment был назначен главой австралийского подразделения Fremantle International Productions, а год спустя объединил его деятельность с производственным подразделением R.A. Becker (позже Becker Entertainment), чтобы лицензировать его библиотеку названий.
К 1980-м годам Фримантл стал крупнейшим производителем игровых шоу в Европе. В 1989 году группа компаний Interpublic купила 49 % миноритарной доли во Fremantle International. 20 мая 1991 года Interpublic Group увеличила свою долю в Fremantle International до 80 %, при этом Пол Тэлбот сохранил за собой 20 % акций компании.
7 июля 1994 года Interpublic Group согласилась продать активы Fremantle International компании All American Communications Inc. за 63 миллиона долларов наличными и акциями. Компания All American объединилась с Fremantle International в августе. Пол Тэлбот продолжал владеть Fremantle Corporation, международным дистрибьютором All American Baywatch и других программ до своей смерти в 2005 году, а активы компании позже были приобретены канадской Kaleidoscope Entertainment в июне 2006 года. All American Fremantle International управляла и распространяла форматы игровых шоу Mark Goodson Productions по всему миру. В 1998 году All American Television и All American Fremantle International были переименованы в Pearson Television North America и Pearson Television Licensing и работали под этими названиями до переименования в 2001 году.

### FremantleMedia (2001—2018)
В 2000 году немецкий конгломерат Bertelsmann объявил о создании совместного предприятия между CLT-UFA Group и Pearson Television, получившего название RTL Group. В 2001 году, 20 августа, контент-бизнес был переименован в FremantleMedia, в то время как Bertelsmann увеличил свою долю в RTL Group, чтобы получить контрольный пакет акций. В 2002 году компания FremantleMedia выкупила лицензию у бюджетного дистрибьютора и издателя Prism Leisure Corporation, распространявшего DVD-версии для FremantleMedia и других партнёров по дистрибуции. В июне 2007 года компания Prism Leisure Corporation была передана в управление FremantleMedia.
В середине 2010-х годов компания FremantleMedia начала увеличивать свои инвестиции в драмы «высокого класса» по сценариям, чтобы диверсифицировать выпуск. Стратегия оказалась успешной для компании: международные драмы всё чаще составляли большую часть её общего дохода.
В январе 2018 года компания FremantleMedia продала своё подразделение детских и семейных развлечений Boat Rocker Media. В июле 2018 года генеральный директор FremantleMedia в Северной Америке Дженнифер Маллин была назначена новым генеральным директором всемирной компании, заменив уходящую Сесиль Фрот-Кутаз.

### Fremantle (2018 — настоящее время)
10 сентября 2018 года название FremantleMedia было переименовано в Fremantle. Fremantle Media по-прежнему считается юридическим названием. Маллин описала логотип, как «креативную подпись», которая накладывает собственный уникальный отпечаток на всё, что выпускается компанией. 13 июля 2020 года Fremantle выделила Storyglass в независимую компанию Bertelsmann. 9 сентября 2020 года компания Fremantle объединила Boundless и Naked Entertainment в Naked Television.
10 мая 2022 года компания Fremantle приобрела контрольный пакет акций Element Pictures, ирландской киностудии и компании по производству телевизионных драм, известной производством таких фильмов, как «Однажды в Ирландии», «Фрэнк», «Комната», «Лобстер», «Фаворитка» и «Гнездо», а также таких телесериалов, как «Нормальные люди» и «Разговоры с друзьями» для вещательных организаций Hulu, BBC Three, Raidió Teilifís Éireann, Red Rock, Virgin Media Television, All3Media, Company Pictures, Light House Cinema, Pálás Cinema и Volta. В ноябре 2022 года было объявлено, что компания Fremantle приобрела контрольный пакет акций независимой продюсерской компании Silvio Productions в Тель-Авиве.

## Производство
Компания Fremantle владеет рядом не написанных по сценарию форматов, включая шоу талантов Idol («Идол») Got Talent («Страна Имеет талант») и X Factor («Фактор А», «Главная сцена», «Ікс Фактор»), а также игровые шоу, владея библиотеками американского продюсера Марка Гудсона, австралийского продюсера Реджа Гранди и других, включая форматы «Family Feud» («Семейная вражда»), «The Price Is Right» («Цена вопроса») и «Sale of the Century» («Сделка века»), среди прочих.
Благодаря библиотеке Реджа Гранди, Fremantle Australia владеет рядом известных австралийских драм и мыльных опер, в том числе продолжительными драмами «Соседи» и «Заключённый».
Frematle владеет коллекцией телепередач, произведенных Alan Landsburg Productions, а позднее и Reeves Entertainment Group.
В середине 2010-х годов компания Fremantle уделила своё внимание на сериалам по сценариям на международном уровне, выпустив или распространив такие программы, как «Американские боги», «Поместье в Индии», «Шарите́», «Германия-83», «Пикник у Висячей скалы», «Дождь», «Молодой Папа» и «Берег москитов».

## Производственные офисы

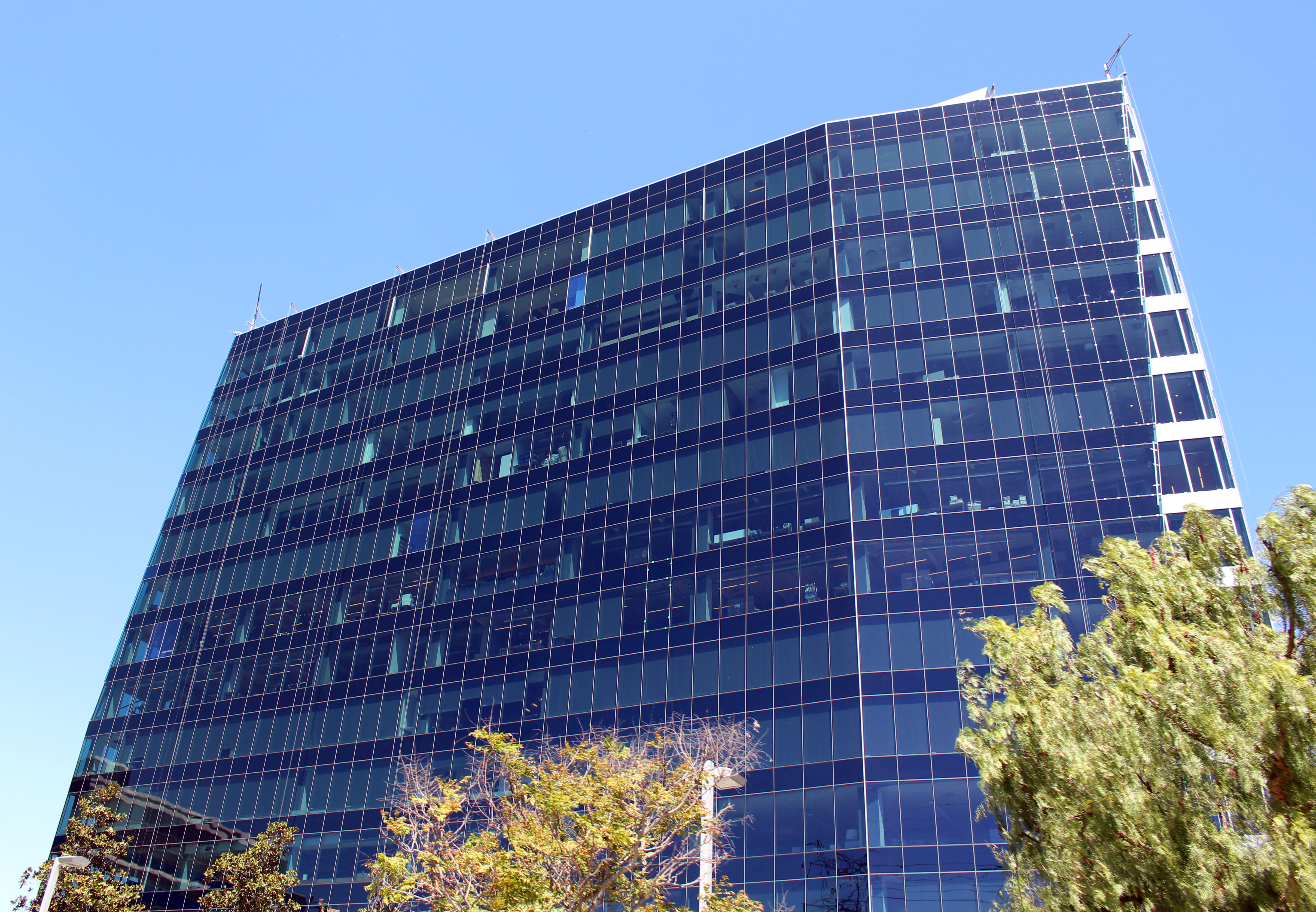
Штаб-квартира Fremantle в Северной Америке в офисном здании Pointe в Бербанке, Калифорния

Производственные подразделения Fremantle расположены по всему миру и в сетях компаний.
В США крупнейшее производственное и дистрибьюторское подразделение Fremantle, Fremantle North America, базируется в Бербанке и включает в себя портфель компаний. Fremantle North America производит и распространяет программы по сценариям и альтернативные программы для вещательных и кабельных сетей, платформ синдикации и потокового вещания.
Кроме того, Fremantle North America владеет несколькими другими небольшими продюсерскими компаниями; среди них Thom Beers' Original Productions (отвечает за создание и продюсирование многочисленных реалити-шоу, таких как — «Смертельный улов», «Лесорубы» и «Ледовый путь дальнобойщиков») и Amygdala Music, продюсерская и композиторская фирма Лесли Бирс, которая пишет темы, эпизодическую и художественную музыку для шоу Original Productions.
| Страна                 | Unit(s) |
| ---------------------- | --- |
| Великобритания         | - 72 фильма - Танцующий выступ - Фильмы доктора Плуто (25 %; совместное предприятие с Джеймсом Абади и Сэмом Поллардом) - Фильмы Юстона - Каслфилд (Манчестер и остальная часть Северной Англии) - Full Fat TV (25 %) - Label1 (25 %) - Man Alive Entertainment (25 %) - Naked Television (образовано в результате слияния Boundless и Naked Entertainment) - Naked West - Обратная связь - Темза - Бесспорно - Wild Blue Media (25 %) - Wildstar Films (51 %) |
| Ирландия               | - Element Pictures (также имеет офис в Лондоне) - Light House Cinema (Дублин) - Road House Cinema - Pálás Cinema (Голуэй) - Вольта (ирландский киносервис) |
| США                    | - Original Productions - Amygdala Music - Random House Studio - Random House Films - Random House Television - Passenger (с Ричардом Брауном) - The Immigrant (также в Испании и Латинской Америке; с Bron Media, Camila Jiménez-Villa and Silvana Aguirre; 25 %) - Artists, Writers & Artisans (совместно с Lightspeed Venture Partners, Lupa Systems и SISTER) - Eureka Productions (также в Австралии) - Buzzr (Цифровое вещание, телевизионная сеть)       |
| Австралия              | - Easy Tiger - Eureka Productions (также в США) |
| Германия               | - UFA GmbH - UFA Fiction - UFA Serial Drama - UFA Show & Factual - UFA Documentary |
| Франция                | - Kwaï |
| Нидерланды             | - Fiction Valley - Blue Circle - No Pictures Please (Нидерланды; 100 % владение с 1 января 2020 года) - Tebbernekkel |
| Бельгия                | - A Team Productions |
| Италия                 | - Lux Vide (70 %) - Wildside - Vision Distribution (совместное предприятие с Sky Italia, Cattleya, Lucisano Media Group, Palomar и Indiana Production) - Vision Distribution International - The Apartment (создано в декабре 2019 года) - Wavy |
| Испания                | - En Cero Coma Producciones |
| Дания                  | - Blu - Miso Film - Strong Productions |
| Финляндия              | - Moskito Television - Grillifilms - Production House |
| Норвегия               | - Playroom Event - Monster AS - One Big Happy Family - Strix Television (также в Швеции) |
| Швеция                 | - Strix Television (также в Норвегии) - Baluba |
| Израиль                | - Abot Hameiri (основано Эйтаном Аботом и Гаем Хамейри в 2006 году, эта компания стала частью Fremantle в 2016 году) - Silvio Productions |
| Закрытые подразделения | - Hair and Tortoise (Великобритания; до 2018 года Retort) - Prism Leisure Corporation (Великобритания) |